# 강봉규
강봉규(康奉珪, 1978년 1월 12일 ~ )는 전 KBO 리그 삼성 라이온즈의 외야수, 내야수이자, 전 KBO 리그 삼성 라이온즈의 2군 타격코치이다.

## 선수 시절

### 아마추어 시절
1996년에 2차 7라운드 지명을 받았으나 고려대학교 체육교육학과에 입학했다. 2루수 신명철과 함께 방콕 아시안 게임에서 금메달을 획득했다.

### 한국 프로야구 시절

#### 두산 베어스시절
고려대학교를 졸업하고 2000년에 입단했다. 첫 출장 경기에서 한 타석에 나와 삼진을 당했다. 이것이 프로 데뷔이자 2000년의 마지막 경기였다.
2001년부터 본격적으로 출장해 주로 백업으로 나왔고, 2005년 시즌 후 외야수 강동우를 상대로 김창희와 함께 삼성 라이온즈로 트레이드됐다.

#### 삼성 라이온즈시절
이적 후 본격적으로 1군 경기에 출전했다. 주로 좌투수 상대 대타 백업으로 활동하다가 2009년 당시 타격코치였던 나가시마의 조언을 받은 후 맹타를 휘날리며 선발로 자리잡았다. 김상현처럼 슬로우 스타터로 화제를 모았으며 규정 타석을 채웠다. 2009년 9월 25일 시즌 최종전에서 20-20 클럽에 가입했다.
2009년 시즌 후 박진만의 뒤를 이어 주장으로 내정됐으나 부진으로 이듬해 진갑용에게 주장을 넘겼다. 2011년 SK 와이번스와의 한국시리즈 5차전에서 브라이언 고든을 상대로 홈런을 쳐 냈다. 이 점수가 결승점이 되며 팀의 5번째 한국시리즈 우승을 이끌었고 5차전 MVP에 선정됐다.

### 독일 프로야구 시절

#### 부흐빈더 레기오내레시절
2021년에 삼성 라이온즈에서 활동했던 릭 판 덴 휘르크의 소개로 입단했다. 1년 동안 활동 후 은퇴했다.

## 야구선수 은퇴 후
2017년부터 삼성 라이온즈의 타격보조코치로 활동했다.

## 별명
- 성적이 좋을 때 '봉느님'이라고 불렸다.

## 일화
- 1996년 잠실구장에서 강봉규를 응원하는 두 남자 팬이 피켓을 들고 강봉규를 외쳤다. 몸을 풀던 강봉규는 동료 선수들이 알려줘 그 팬들을 봤고, 자신에게 피켓까지 든 팬이 있다는 것에 놀랐다.
- 그것을 계기로 강봉규 공식 퍈클럽이 생겼고, 홈페이지까지 개설이 됐다.
- 당시 팬들은 두산베어스의 골수 팬이었고, '곰대'에서 맹활약하던 글쟁이들이었다. 아싸, 곱창구이, 나짱, 허클베리를 주축으로 한 괴짜들이었다. 그들은 강봉규를 불러내 술도 마시고(강봉규 선수는 안 마심) 같이 영화도 봤다. 야탑 CGV에서 매트릭스를 본 것으로 밝혀졌다.
- 2003년 팬클럽 회장 허클베리의 딸 돌잔치에 와 배트 선물을 하고 간 일화는 두산 골수팬들의 부러움을 샀던 사건이었다. 당시 애인하고 같이 왔는데, 미인이었다는 후문과 강봉규 선수의 친절함이 입소문을 타, 인성은 KBO선수들 중 최고라는 소문도 돌았다.

## 수상
- 1998년 아시안 게임 금메달

## 출신 학교
- 부전초등학교
- 부산개성중학교
- 경남고등학교
- 고려대학교